# Cmentarz wojenny nr 173 – Pleśna
Cmentarz wojenny nr 173 – Pleśna – austriacki cmentarz wojenny z okresu I wojny światowej wybudowany przez Oddział Grobów Wojennych C. i K. Komendantury Wojskowej w Krakowie na terenie jego okręgu VI Tarnów.
Znajduje się w południowo-zachodniej części miejscowości Pleśna w powiecie tarnowskim województwa małopolskiego.
Cmentarz zbudowano na planie nieforemnego pięcioboku. Żołnierzy grzebano w znajdujących się na stoku doliny okopach, których linie są do dzisiaj widoczne na cmentarzu i w otaczającym go lesie.
Pomnikiem centralnym jest wkomponowana w ogrodzenie, przy wejściu, kapliczka zbudowana z kamienia i zwieńczona niewielkim betonowym krzyżem oraz przykryta czterospadowym daszkiem podtrzymywanym przez cztery kolumny. Umieszczono na niej tablicę z inskrypcją w języku niemieckim:
NAHT SICH DROHEND

DER FEIND WIEDER DEN

HEILIGEN GRENZEN.

LERNET, ENKEL, VON UNS

JAUCHZENDER

OPFERUNG PFLICHT.
W tłumaczeniu na język polski: Gdy świętym granicom zagraża wróg. Uczcie się od nas swawolni wnukowie, ofiarnego obowiązku.

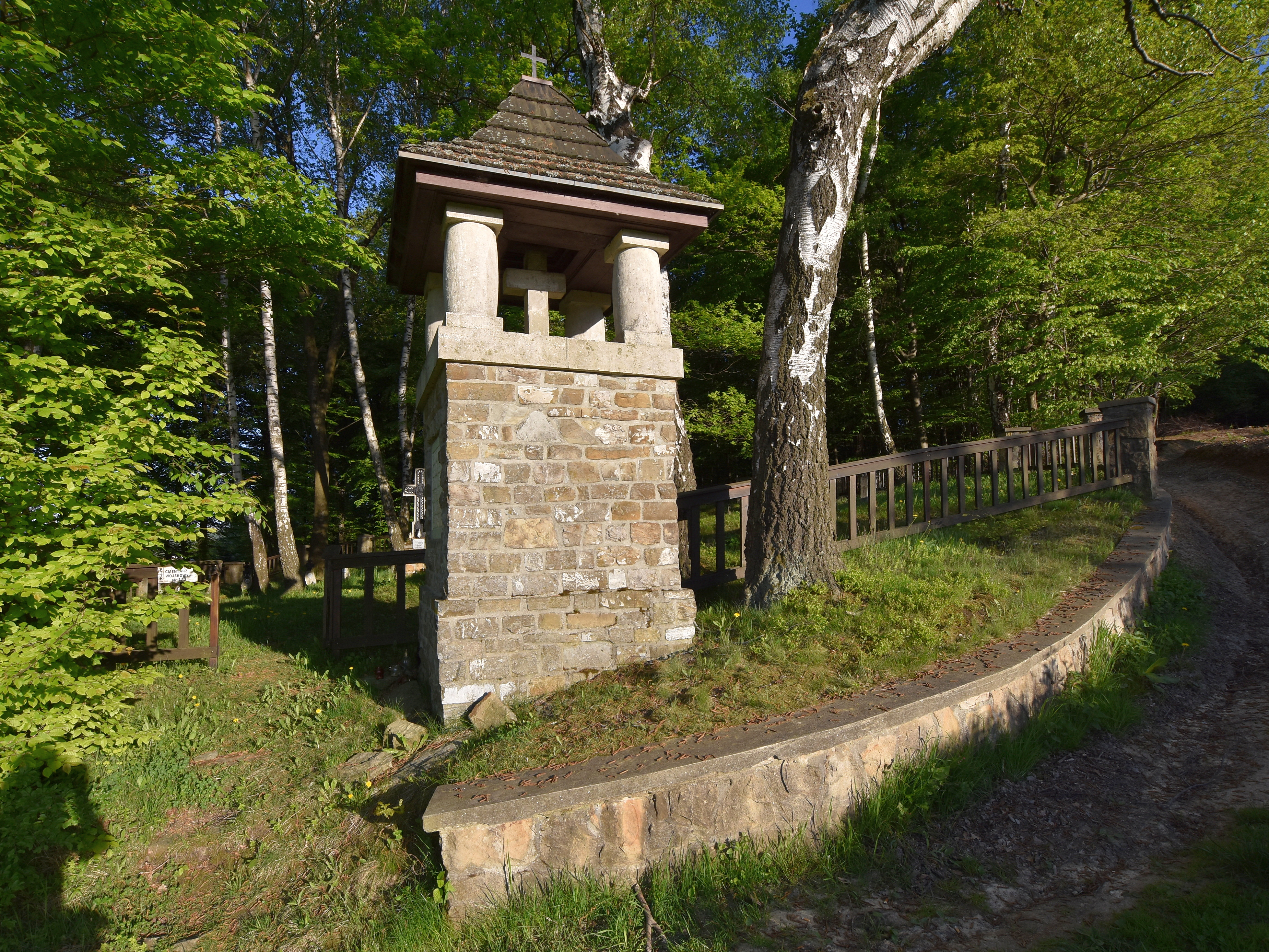
Pomnik główny
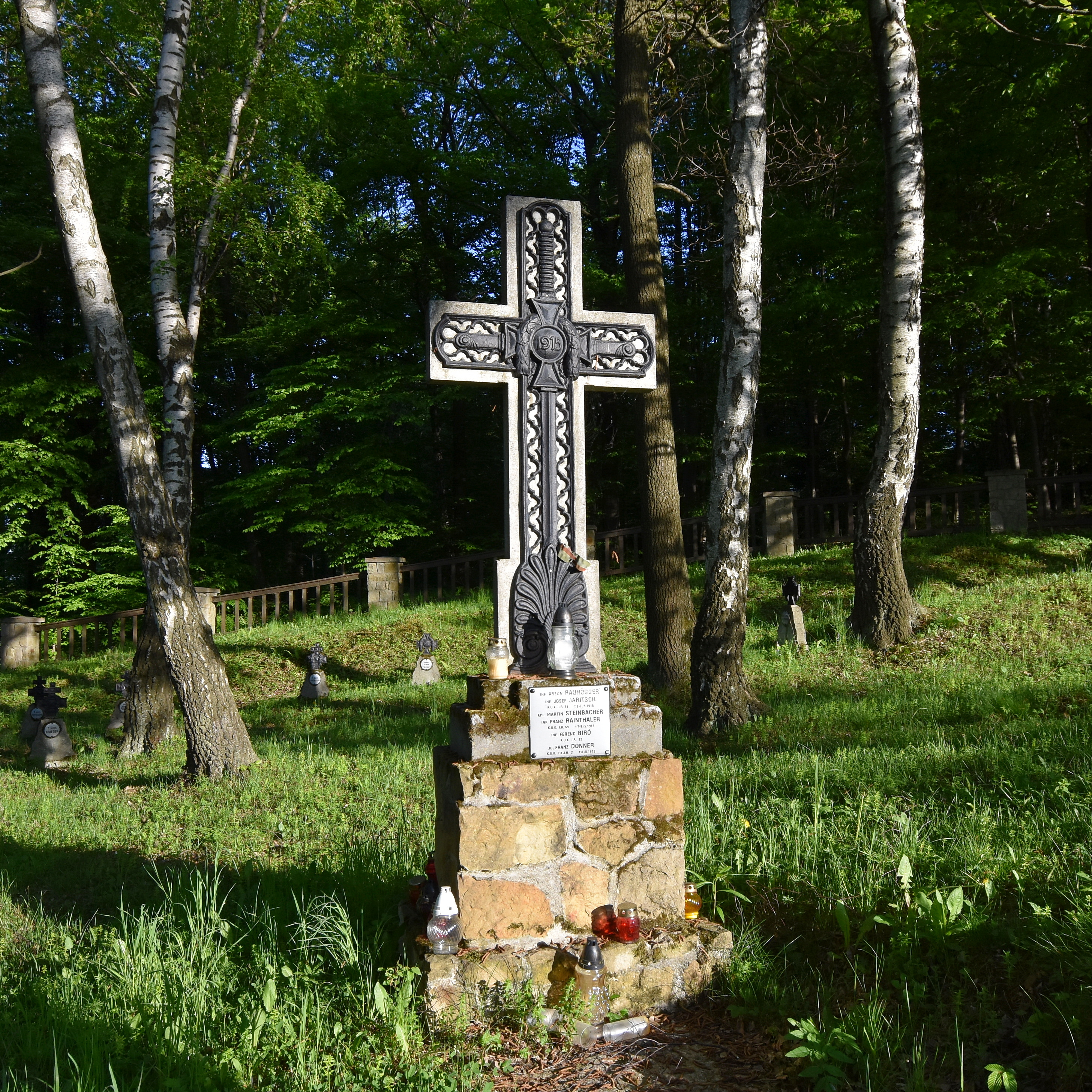
Pomnik austriacki
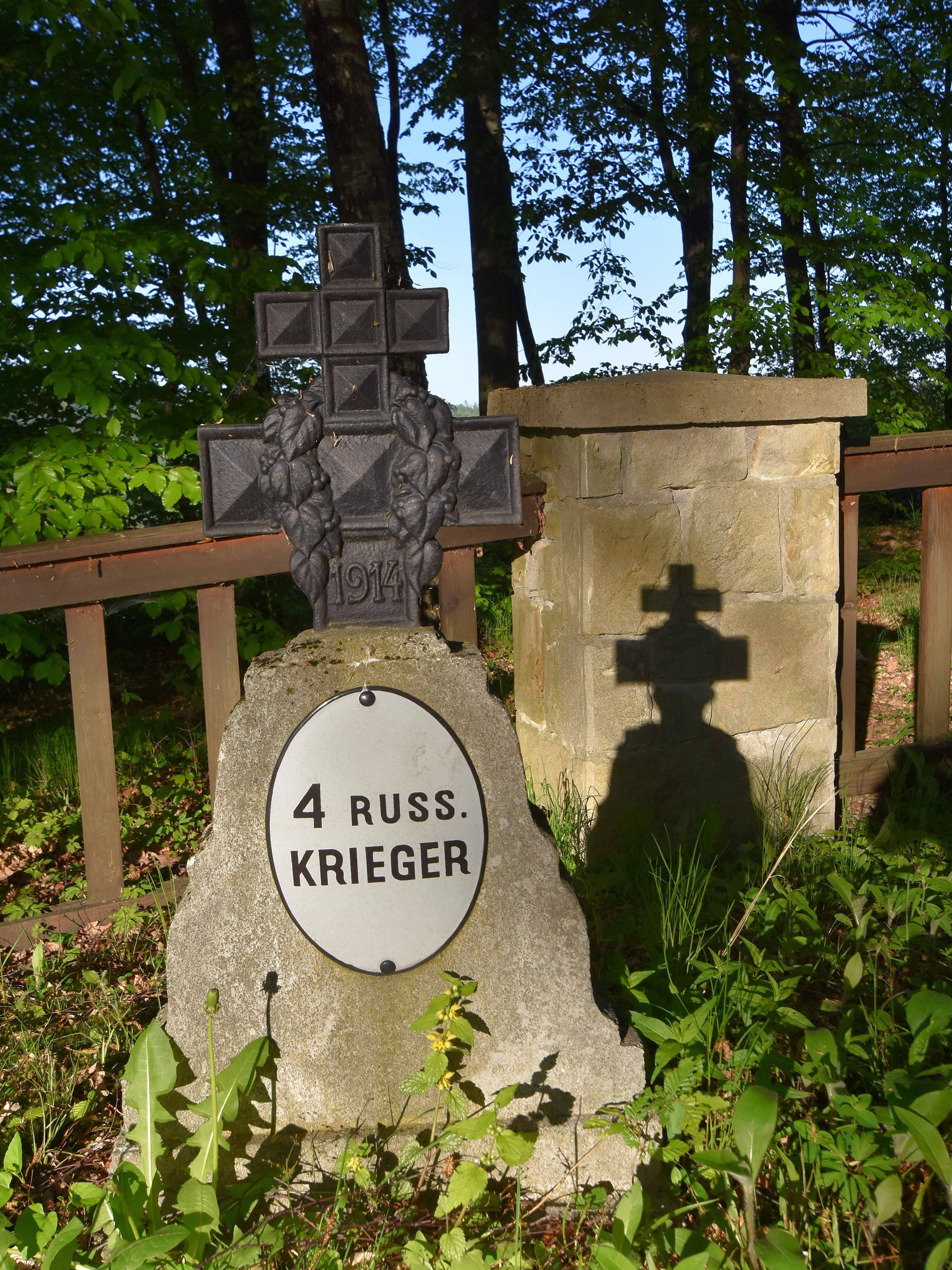
Pomnik rosyjski

W dziewięciu grobach zbiorowych i 32 pojedynczych pochowano na nim 34 żołnierzy austriackich z 14., 59., 81. i 82. pułków piechoty oraz 2. pułku strzelców tyrolskich i 15 pułku armat polowych oraz 29 żołnierzy rosyjskich. Polegli 18 grudnia 1914 i 9 maja 1915 r.
Nekropolię projektował Siegfried Heller.
Cmentarz odnowiono w latach 2013–2014. Zrekonstruowano kamienie nagrobne i uzupełniono brakujące krzyże. Zrekonstruowano wszystkie tablice imienne.